# (747) Winchester
(747) Winchester es un asteroide que forma parte del cinturón de asteroides, que fue descubierto el 7 de marzo de 1913 por Joel Hastings Metcalf desde Winchester, Estados Unidos.

## Designación y nombre
Winchester recibió al principio la designación de 1913 QZ.
Más tarde, se nombró por la ciudad estadounidense de Winchester.

## Características orbitales
Winchester está situado a una distancia media del Sol de 3,001 ua, pudiendo acercarse hasta 1,98 ua. Su inclinación orbital es 18,17° y la excentricidad 0,3404. Emplea 1899 días en completar una órbita alrededor del Sol.